# Цвіточненська сільська рада
Цвіто́чненська сільська́ ра́да — адміністративно-територіальна одиниця та орган місцевого самоврядування в Білогірському районі Автономної Республіки Крим. Адміністративний центр — село Цвіточне.

## Загальні відомості
- Населення ради: 3 249 осіб (станом на 2001 рік)

## Населені пункти
Сільській раді підпорядковані населені пункти:
- с. Цвіточне
- с. Долинівка

## Склад ради
Рада складається з 19 депутатів та голови.
- Голова ради: Сулейманов Рустем Джаферович
- Секретар ради: Колеснікова Олександра Василівна

### Керівний склад попередніх скликань
| Прізвище, ім'я, по батькові  | Основні відомості                                                                                  | Дата обрання | Дата звільнення |
| ---------------------------- | -------------------------------------------------------------------------------------------------- | ------------ | --------------- |
| Усеінов Рустам Куртумерович  | Сільський голова, 1951 року народження, безпартійний                                               | 26.03.2006   | 01.10.2008      |
| Сулейманов Рустем Джаферович | Сільський голова, 1951 року народження, освіта вища, член Всеукраїнського об'єднання «Батьківщина» | 15.03.2009   | 31.10.2010      |
| Сулейманов Рустем Джаферович | Сільський голова, 1951 року народження, освіта вища, безпартійний                                  | 31.10.2010   |                 |

Примітка: таблиця складена за даними сайту Верховної Ради України

### Депутати
За результатами місцевих виборів 2010 року депутатами ради стали:

#### За суб'єктами висування
| Суб'єкт висування | Кількість обраних депутатів | %  |
| ----------------- | --------------------------- | -- |
| Самовисування     | 13                          | 65 |
| Партія регіонів   | 7                           | 35 |

#### За округами
| № округу        | Прізвище, ім'я, по батькові      | Дата визнання обраним | Освіта  | Партійна приналежність | Відомості про обраного депутата                                         |
| --------------- | -------------------------------- | --------------------- | ------- | ---------------------- | ----------------------------------------------------------------------- |
| Партія регіонів |                                  |                       |         |                        |                                                                         |
| 1               | Гвозділка Володимир Михайлович   | 05.11.2010            | вища    | член Партії регіонів   | пенсіонер                                                               |
| 4               | Савченко Галина Іванівна         | 05.11.2010            | середня | член Партії регіонів   | Білогірський терцентр, соцробітник                                      |
| 5               | Здорова Ірина Георгіївна         | 05.11.2010            | середня | член Партії регіонів   | ПСП «Україна», бухгалтер-касир                                          |
| 7               | Савченко Микола Іванович         | 05.11.2010            | середня | член Партії регіонів   | ДП «Хлібодар», водій                                                    |
| 9               | Шелобанова Світлана Миколаївна   | 05.11.2010            | середня | член Партії регіонів   | приватний підприємець                                                   |
| 10              | Мендусь Роман Миколайович        | 05.11.2010            | вища    | член Партії регіонів   | МП «Пілот», торговий представник                                        |
| 16              | Чиртулов Микола Павлович         | 05.11.2010            | середня | член Партії регіонів   | ПСП «Україна», тракторист                                               |
| Самовисування   |                                  |                       |         |                        |                                                                         |
| 2               | Аблякімов Сервер Абдулаєвич      | 05.11.2010            | середня | позапартійний          | пенсіонер                                                               |
| 3               | Меметов Ділявер Решатович        | 05.11.2010            | середня | позапартійний          | тимчасово не працює                                                     |
| 6               | Ракова Олена Олексіївна          | 05.11.2010            | вища    | член Партії регіонів   | Цвіточненська амбулаторія-, лікар                                       |
| 8               | Колеснікова Олександра Василівна | 05.11.2010            | вища    | член Партії регіонів   | Цвіточненська сільська рада, секретар                                   |
| 11              | Сулейманова Ельвіра Рустемівна   | 05.11.2010            | середня | позапартійна           | Цвіточненський відділ поштового зв'язку, нач.відділу                    |
| 12              | Курбетдінова Майре Абдуллаївна   | 05.11.2010            | середня | позапартійна           | Білогірський територіальний центр, соцробітник                          |
| 13              | Толстой Сервер Асакович          | 05.11.2010            | вища    | позапартійний          | Цвіточненський сільський будинок культури, керівник народного колективу |
| 14              | Аблаєв Закір Абдулович           | 05.11.2010            | середня | позапартійний          | Цвіточненська сільська рада, водій                                      |
| 15              | Караєв Ісмаіл Асанович           | 05.11.2010            | вища    | позапартійний          | приватний підприємець                                                   |
| 17              | Сулейманов Решат Еюпович         | 05.11.2010            | середня | позапартійний          | пенсіонер                                                               |
| 18              | Асанов Рустем Салідінович        | 08.05.2011            | середня | позапартійний          | Долинівська загальноосвітня школа, оператор котельної                   |
| 19              | Кубжасаров Абдівалі Тулаганович  | 05.11.2010            | середня | позапартійний          | Долинівський сільськийклуб, директор                                    |
| 20              | Усеінова Зера Енверівна          | 05.11.2010            | середня | позапартійна           | Долинівська школа, медсестра                                            |